# 22901 Іванбелла
22901 Іванбелла (22901 Ivanbella) — астероїд головного поясу, відкритий 12 жовтня 1999 року.
Тіссеранів параметр щодо Юпітера — 3,412.